# Бог
Бог, односно божанство, јесте словенско име за биће које игра главну улогу у теистичким и деистичким религијама, као и другим системима веровања, и може бити јединствено (у случају монотеизма), свезнајуће и свемоћно, или их може бити више (у политеизму), када сваки од богова има своје карактеришуће функције и особине, при чему обично опет постоји врховни бог, који има највећу власт међу боговима.
У данашњим монотеистичким религијама, бог се углавном замишља као натприродни стваралац и надзорник свемира. Теолози су различитим концепцијама бога приписивали различите особине. Међу најчешћима су свезнање, свемоћ, свеприсутност, савршена доброта, божанска једноставност, те вечна и неопходна егзистенција. Бог је такође замишљан као бестелесно, лично биће, извор свих моралних обавеза и „највеће замисливо постојање”. Неке религије, могу укључивати и антропоморфне особине бога, док друге сматрају да је немогуће и увредљиво замишљати бога у физичкој форми. Неки сматрају да је бог оличење апсолутног добра, док други сматрају да је бог изнад људског схватања моралности.
Бог се најчешће сматра да је бестелесан (нематеријалан), и без пола, мада многе религије описују Бога користећи мушку терминологију, употребљавајући термине као што је „њему” или „отац”, и неке религије (као што је јудаизам) приписују само чисто граматички „род” Богу. Бестелесност и телесност Бога су повезани са концептима трансценденције (постојања изван природе) и иманенције (постојања у природи, у свету) Бога, са позицијама синтезе као што је „иманентна трансценденција”.
Бог је замишљен као било личан или безличан. У теизму, Бог је креатор и одржаватељ свемира, док у деизму Бог је креатор, али не и одржаватељ свемира. У пантеизму, бог је сам свемир. У атеизму, верује се да Бог не постоји, док се Бог сматра непознатим и несхвативим у контексту агностицизма. Бог је такође замишљен као извор свих моралних облигација, и „највећи замисливи вид постојања”. Многи угледни филозофи су развили аргументе за и против постојања Бога.
Многе различите концепције Бога и конкурентне тврдње о Божјим карактеристикама, циљевима и акцијама довеле су до развоја идеја омнитеизма, пандеизма, или перенијализма, који постулирају да постоји једна темељна теолошка истина, о којој све религије изражавају парцијално разумевање, и „побожни у разним великим светским религијама у ствари обожавају тог једног Бога, али путем различитих, преклапајућих концепата или менталних приказа Њега”.
Монотеистичке религије су приписале различита имена свом Богу, а различити термини се исто тако користе за различите културолошке идеје о идентитету и атрибутима Бога. У древној Египатској ери атонизма, вероватно најранијој забележеној монотеистичкој религији, то божанство се називало Атон, сматрало се да је то једно „истинско” врховно биће и творац свемира. У хебрејској Библији и јудаизму, „Он који јесте”, „ја сам оно што јесам”, и тетраграматон YHWH (хебр. יהוה, традиционално интерпретирано као „Ја сам ко јесам”; „Он који постоји”) се користе као имена Бога, док се Јахве и Јехова понекад користе у хришћанству као вокализације YHWH. У хришћанској доктрини тројства, Бог, истобитан у три особе, се назива Оцем, Синим, и Светим духом. У јудаизму, уобичајено да се Бог назива титуларним именима Елохим или Адонај. У исламу се користи име Алах, мада муслимани исто тако имају мноштво титуларних имена за Бога. У хиндуизму, Браман се обично сматра монистичким концептом Бога. У кинеској религији, Бог (Шангди) је замишљен као праотац (први предак) свемира, суштински за њега и константно заређен њему. Друге религије такође имају имена за Бога, на пример, Баха у бахајској вери, Вахегуру у сикизму, и Ахура Мазда у зороастризму.

## Етимологија
Словенска реч бог (bogь) води порекло од прото-индоевропског коријена *баг (значи срећа, богатство), повезане са авестанском речју бага и санскритском бхага (епитети за божанства). По теорији Натка Нодила, ова реч води порекло од иранске речи бага. Овај назив је у вези са култом плодности и речи вагина, рађање. На јужнословенским просторима за стоку се користи и назив благо, а материјално благостање се у старини огледа бројем стоке коју је неко поседовао. Такви људи су били богати, а корен речи богатство је Бог.

## Бог у хришћанству
Бог у хришћанству се схвата на три начина:
1. Унитарно- или јединственост Бога, став према којем је Бог једна суштина и једна особа. Став према којем је Бог Отац Бог, Исус Христос човек или понекад Анђео, а Свети Дух животворна Божија сила.
2. Бинитарно- или Бог Двојство, став према којем је Бог у ствари једна породица, која се тренутно састоји од Два члана, и у коју се човек може родити.
3. Тринитарно- или тројичност Бога, став према којем је Бог једна суштина а три особе. Став према којем је Бог једна суштина која се прожима кроз три личности, и према којем је Бог Отац Бог, Исус Христос Бог, и Свети Дух Бог. Овај став се објашњава као мистерија, или тајна.

Док заступници сва три става држе да је Бог Свемогућ, Свеприсутан и Свезнајући, битно је забележити да заступници сва три става држе да је само њихов став исправан, и да је њихов став једини доследан са Библијом, тј. Светим Писмом.

### Бог у православном учењу
Бог — божанство (грч. Θεος – Θεοτης, лат. Deus, Dominus deus — највиша суштина (Биће), лична божанска егзистенција). Творац неба и земље, свега видљивог и невидљивог — Творац свеколике Васељене (Универзума). Православна теологија, дајући апофатичко тумачење божанске суштине, више воли категорију тајне и славословних појмова кад говори о Богу, јер је то име које је изнад сваког имена (Филип. 2,9). У ареопагитском спису „О божанским именима” показује се да се Бог не може чак ни дефинисати, нити ограничити створеним представама, те да је сам појам Бога релативан зато што се он односи на Његов однос са творевином, а не на тајну Његове трансцендентне суштине, односно на „надсуштаствену суштину” (уп. Небеска јерархија, XV, 2).

#### Стари завет
По Старом завету представу о Богу дао је сами Бог у својим делима пројављивања у творевини и у Своме доласку Оваплоћењем Сина у историји. Са свим теофанијама (богојављањима) којих је Стари завет пун, ипак се у њима подвлачи свеопшта трансцендентност Бога. "Ја сам онај који јесам“ (Изл. 3,14). Бог има егзистенцију у себи; нема друго начело или циљ. Ову идеју преузео је Нови завет, постапостолски списи и први симболи хришћанске вере, у којима се Бог назива Θεοτης, начело егзистенције. Он је Творац својом вољом, али творевина није од његове суштине.

#### Нови завет
Као и Стари завет (Ис. 40; Пс. 104; Дан. 6,20), Нови завет такође употребљава само ипостасну категорију онда кад се односи на Бога (Дела 14,15). Теофаније (богојављења) Старога Завета концентришу се у великој епифанији или божанском „снисхођењу”, или Оваплоћењу Сина Божијег, преко којег је омогућена не само религија него и обожење, јер Оваплоћени Логос узима људску природу у своју ипостас. Оваплоћење разоткрива ипостасни и епифанијски карактер Бога пуног сажаљења и љубави према човеку, Бога који „силази” да целива и загрли свој лик метнут у творевину (Лука 7,11,15,10; 19,1; Јован 5,2).
За разлику од Старог завета, Нови завет јасно говори о Богу-Светој Тројици: Оцу, Сину и Светоме Духу. Хришћански тринитарни монотеизам јесте структура највише љубави. Тројичност је однос који превазилази дуализам (двојност) на којем је конструисана старозаветна теологија.

### Бог управославнимсписима
Црквени Оци праве разлику између:
- Божанства, суштине или заједничке природе Бога
- Онога што постоји око суштине или својстава Божијих.

Они говоре о апсолутној трансцендентности саме суштине, о њеном апофатичком карактеру. Оно што је суштина Божија јесте ван сваког афирмативног или негативног поређења са светом. Божанство (Θεοτης) не може бити поистовећено ни са једним својством или делањем Бога. Термини теологије посматрају, дакле, однос између нас и Бога, а не између нас и његове суштине. Такође, патристичка теолошка традиција разликује:
- Заједничку природу
- Ипостас Тројице

Ипостаси су нешто друго од њихове заједничке суштине или њихових заједничких делања. Отац није име природе или делања или заједничког својства, него ипостаси. Зато ипостасна, лична, својства не треба да се мешају са заједничким идентичним својствима божанства (поистовећујући природу Божију са нерађањем, које је својство Оца, Евномије погрешно закључује да Син нема божанску природу).
Један мистички источни покрет више је волео да нагласи апофатичка својства Бога, на пример:
- Трансцендентност (будући један по суштини, ван односа, Бог не зависи од неке друге егзистенције, није једнак са било чиме другим; Он се не може дефинисати кроз однос, јер има апсолутни, трансцендентни карактер)
- Бескрајност (одсуство границе или краја, места у времену или непросторност, одсуство почетка и свршетка времена)
- Непокретивост или сталност одсуства развоја: будући пуноћа у Њему самоме, (Бог се не креће ка вишем циљу од Њега)
- Вечност (Бог је изнад сваког временског ограничења или одређености)

То не значи да је Бог статичка, безлична, непокретна природа. Бог као биће узима облик „да би постојао”, улази у поредак егзистенције, улази у процес постојања. Али, у том кретању постојања, природа Бога се не трансформише, Он не прима облик који пре није имао, јер Бог не потпада под категорију ограничене егзистенције, односно није подложан времену и простору. Суштина и егзистенција Бога јесу неусловљене, пошто се на Њега не могу применити питања како? кад? и где? Он не прима облик који није имао, јер је Он сам „биће” у апсолутном смислу. Он сам држи кретање бића (суштине) и ограничава егзистенцију у времену и простору. Зато осим Бога и творевине не постоји ништа друго, јер је Он бесконачан. Неегзистенција или ништавило, као сам од себе постојећи ентитет, нема постојање у Њему. Створена твар и човек не могу бити лишени егзистенције, сем од Бога.
Што се тиче структуре религиозног чина, Бог као ипостас не меша се са човеком, као што ни душа није истоветна са Богом, него су они два субјекта, сједињена у љубави и благодати.

## Бог у исламу
Основни концепт ислама је јединственост Бога („тевхид”). Овај монотеизам је апсолутан, не релативан или плуралистички у било којем смислу. Бог је описан у сури ел Ихлас (поглавље 112), на следећи начин:
Реци „Он је Бог, Један, Самодовољан господар. Никада није настао, нити је био начињен. Нико се не може поредити са Њим.”
На арапском, Бог се назива Алах, што је спојено од „ал-илах” или „једини бог”. Алах се према томе не преводи само као Бог. Иако користе друго име за Бога, муслимани потврђују да верују у исто божанство у које верују припадници јудео-хришћанских религија. Ипак, муслимани се не слажу са хришћанском теологијом по питању једнозначности Бога (учење о Светој Тројици и да је Христос вечни Син Божји).
Не постоје муслиманске слике или описи тела Бога, јер се сматра да такве уметничке творевине воде ка идолатрији, те су стога забрањене. Муслимани сматрају да је Бог бестелесан, што онемогућава било какву ликовну представу. Уместо тога, муслимани описују Бога многим божанским атрибутима који су поменути у Курану, и са 99 имена Алаха. Само једна од сура (једно поглавље) у Курану не почиње фразом „У име Алаха, Милостивог, Самилосног”, а то је ет Тевба. Ово су последично најважније божанске особине у смислу тога што их муслимани најчешће понављају током својих ритуалних молитви (званих салах на арапском, или намаз на персијском и српскохрватском).

## Бог у будизму
Буда (Гаутама Сидарта) је одбијао да да конкретан одговор на питање о постојању бога, тврдећи да таква питања немају практичне последице. Сматрао је да уместо метафизичких расправа треба развијати духовну снагу, којом се може доћи до одговора на сва битна питања о егзистенцији.

## Бог у филозофији
- Платон о вери у Бога

## Бог у зороастризму
Бог у зороастризму, античкој религији коју је у 7. веку п. н. е. основао Заратустра, далеко је комплекснији појам неголи у осталим великим религијама. Наиме, Персијанци су у Богу увек видели принцип борбе Добра и Зла, час је надвладао један, а час други принцип. Због тога се и каже да је зороастризам дуалистичка религија.

## Нетеистичка гледишта
Нетеистичка гледишта о Богу исто тако варирају. Неки нетеисти избегавају концепт Бога, уз прихватање да је значајан за многе; други нетеисти схватају Бога као симбол људских вредности и аспирација. Деветнаесто вековни енглески атеиста Чарлс Брадлоу је декларисао да он одбија да каже „нема Бога”, зато што „реч Бог је за мене звук који не преноси јасну или дистинктну афирмацију”; он је специфичније рекао да он не верује у хришћанског Бога. Сефан Џеј Гулд је предложио приступ поделе света филозофије у оно што је он називао „непреклапајућом магистеријом” (NOMA). Према његовом гледишту, питања о натприродном, као што су она која се тичу постојања и природе Бога, су неемпиријска и подесна су за домен теологије. Научне методе треба користити за одговоре на сва емпиријска питања о природном свету, а теологију треба користити за одговоре на питања о ултиматном значењу и моралној вредности. Према том гледишту, перципирани недостатак било каквих емпиријских трагова из магистерија надприродног на природне догађаје чини науку једним играчем у природном свету.
Још један поглед, који је развио Ричард Докинс, је да је постојање Бога емперијско питање, на основу тога да „универзум са богом би био сасвим другачија врста универзума од оне без Њега и то би била научна разлика”. Карл Сејган је тврдио да је доктрину Створитеља универзума тешко доказати или побити, и да је једино могуће разумљиво научно откриће које би могло да оповргне постојање Створитеља (не обавезно Бога) би било откриће да је универзум бесконачно стар.
Стивен Хокинг и коаутор Леонард Млодинов наводе у својој књизи, Величанствени дизајн, да је разумно питати ко или шта је створио универзум, али ако је одговор Бог, тада је питање само пренето на онога ко је створио Бога. Исто тако, оба аутора тврде да је могуће одговорити на ова питања чисто у оквиру научне сфере и без позивања на било каква божанска бића.